# Бодва
Бо́два (словац. Bodva, венг. Bódva) — река в Словакии (Кошицкий край) и Венгрии (Боршод-Абауй-Земплен), приток Шайо. Площадь водосборного бассейна — 890 км². Общая длина реки составляет 113 км, из них 48,4 км река течёт по территории Словакии.
Река Бодва берёт начало в словацких горах Воловске-Врхи. Высота истока — 900 м над уровнем моря. Течёт на юг, протекает через Молдаву-над-Бодвоу. Далее пересекает государственную границу и течёт по территории Венгрии. Впадает в Шайо в районе посёлка Больдва.
В районе государственной границы средняя скорость течения составляет 5 м³/с.
Главные притоки: Ида и Турня.